# Вакаяма (префектура)
Вакаяма (на японски: 和歌山県, по английската Система на Хепбърн Wakayama-ken, Вакаяма-кен) е една от 47-те префектури на Япония. Вакаяма е с население от 1 036 061 жители (1 октомври 2005 г.) и има обща площ от 4725,67 км². Едноименният град Вакаяма е административният център на префектурата.